# Federazione Italiana Tennistavolo
La Federazione Italiana Tennistavolo (FITeT) è l'organismo sportivo federale italiano che si occupa dell'attività del tennistavolo nazionale.

## Costituzione
Il primo organismo nazionale venne costituito il 15 novembre 1945 a Genova, ad opera di Costante Canepa e Adolfo Bandettini. Un tentativo che non ebbe seguito.
Nel 1947, su iniziativa di Gino Mario Cini - all'epoca Segretario della Federtennis - venne costituito a Livorno il 'Gruppo Italiano Tennis Tavolo (GITeT) che il CONI riconobbe come organo aggregato alla Federazione Italiana Tennis. Presidente fu nominato lo stesso Cini. La prima Assemblea delle società si svolse a Livorno il 17/18 dicembre 1960 ed elesse alla presidenza Filippo Dragotto. Successivamente, il 22 febbraio 1969, il nome venne variato in Federazione Italiana Tennis Tavolo (FITeT). Il 19 dicembre 1974 il CONI riconobbe la Federazione come "aderente", mentre il definitivo riconoscimento come "effettiva" avvenne il 22 febbraio 1979.

## Denominazione
Dal 1945 al 1969 Gruppo Italiano Tennis Tavolo (GITeT), dal 1969 quella attuale di Federazione Italiana Tennis Tavolo contratto più recentemente in Tennistavolo (FITeT).

## Sedi federali
La sede federale fu istituita a Livorno nel 1947 e dall'anno successivo trasferita a Roma, dov'è tuttora.
Eventi iniziali
- Nel 1948 si disputò il primo campionato nazionale uomini e donne.
- Nel 1988 si registra la prima presenza ai giochi olimpici.

## Presidenti
Gruppo italiano Tennis da Tavolo
- 1945 - 1960 Gino Mario Cini (Reggente)

Federazione Italiana Tennis Tavolo
- 1960 - 1964 Filippo Dragotto
- 1964 - 1976 Guglielmo Sineri
- 1976 - Nereo Hauser (V.P. reggente)
- 1976 - 1988 Vito Penna
- 1988 - 1990 Cesare Sagrestani
- 1990 - 2004 Stefano Bosi
- 2004 - 2016 Francesco Sciannimanico
- 2016 Renato Di Napoli[2]

## Segretari
- 1970 - 1976 Fiorenzo Marinone
- 1976 - 1980 Francesco Sturlesi
- 1980 - 1981 Fabio Acampora
- 1981 - 1988 Giuseppe Rinalduzzi
- 1988 - 1990 Alessandro Rossi
- 1990 - 1992 Carlo Piovan
- 1992 - Francesco Scontrino (facente funzioni)
- 1994 - 1997 Francesco Scontrino
- 1997 - Fabio Canaccini
- 1997 - 1998 Giuliano Annibali
- 1998 - 2000 Antonio Amatulli
- 2000 - 2001 Francesco Scontrino
- 2001 - 2008 Carla Varese
- 2008 - 2010 Bruno Biferari
- 2010 -      Giuseppe Marino

## Presidenti del Settore Arbitrale
- 1962 - 1967 Nascita del Comitato Centrale Giudici Arbitri (C.C.GG.AA.) presieduto dal Commissario Giorgio Cei
- 1967 - 1973 Giancarlo Appolloni
- 1973 - 1980 Cesare Sagrestani
- 1980 - 1982 Antonio Grancini (Commissione Tecnica Arbitrale) - Maurizio Meret (Commissione Nazionale Arbitrale)
- 1982 - 1983 Antonio Grancini (Commissario)
- 1983 - 1988 Antonio Grancini (Commissione Tecnica Arbitrale) - Aldo De Santis (Commissione Nazionale Arbitrale)
- 1988 - 1990 Antonio Grancini
- 1990 - 1991 Armando Andreoli
- 1991 - 1996 Sergio Montisci
- 1996 - 2001 Mario Antonio Re Fraschini
- 2001 - 2009 Antonio Grancini
- 2009 - 2011 Sante Gigante
- 2011 - Carlo Borella (Commissario)
- 2011 -      Mario Antonio Re Fraschini